# 山口亜紀
山口 亜紀（やまぐち あき、1973年4月11日 - ）は、フリーアナウンサー。長野県南安曇郡三郷村（現・安曇野市）出身。薬剤師免許所持。

## 来歴
三郷小学校、三郷中学校、長野県松本県ヶ丘高等学校を経て、明治薬科大学薬学部卒業後、青森テレビ入社。女性アナウンサーとしては珍しい理系出身である。退社後ジョイスタッフに移籍。キャスターとして出演していたCS・ダイワ・証券情報TVが2011年春に閉局したのを機に、ジョイスタッフとの契約を解除して事実上の活動休止状態にある。

## 人物
2004年春から2006年秋までチバテレビのNEWS C-masterのMCを務める。同番組に出ていた頃は既にフリーアナウンサーだったが、元は青森テレビ（1997年入社）に所属していた局アナである。セントフォースの人気アナウンサー中田有紀とは同学年で、1997年は山口と中田が「あき」の同じ名前同士で、同時に青森のテレビ局に入社していたことになる。声質が大変明るく高音域の艶やかなリリコ・スピントを響かせる声の持ち主でもある。

## 過去の出演番組
- おはようクジラ（青森テレビ）
- トーク笑・なまるが勝ち（青森テレビ）
- 朝生とちぎ（とちぎテレビ）
- NEWS C-master（チバテレビ）
- 株式ワイド（ダイワ・証券情報TV）